# كارميلو غوميز
كارميلو غوميز (بالإسبانية: Carmelo Gómez Celada)‏ هو ممثل إسباني، ولد في 2 يناير 1962 بإسبانيا.
من الجوائز التي نالها جوائز جويا.

## أعمال

### أفلام
- (2007) هدف 2[2]

## جوائز
جوائز
- جوائز جويا

## وصلات خارجية
- كارميلو غوميز على موقع IMDb (الإنجليزية)
- كارميلو غوميز على موقع ألو سيني (الفرنسية)
- كارميلو غوميز على موقع تيرنر كلاسيك موفيز (الإنجليزية)
- كارميلو غوميز على موقع أول موفي (الإنجليزية)
- كارميلو غوميز على موقع قاعدة بيانات الأفلام السويدية (السويدية)
- كارميلو غوميز على موقع قاعدة بيانات الفيلم (الإنجليزية)
- كارميلو غوميز على موقع كينوبويسك (الروسية)